# 我的黑道老公
我的黑道老公（泰文：มาเฟียที่รัก ，英文：Mafia Tee Ruk）是2009年開始於泰國播放的電視劇。此劇包含愛情、黑道、賭場、失憶等一般受歡迎的元素，總共有15集。

## 主要演員
- Chakrit：男主角－Chun Ling (程林)，香港人，經營賭場的黑社會大老。
- Ling Pat：女主角－Pakboung(帕卟) ，心地善良而勇敢的女生）
- Pitta ：女配角－Da Yong(德詠)，黑社會老大的女兒，一直喜歡程林，但程林只把她當作妹妹
- Por ：男配角－Mint (明)，曾經救過女主角，女主角最先愛上的人，為了要女主角回到自己身體，曾利用詠德的感情，又曾和詠德合作去設計想破壞林與女主角的關係

## 劇情簡介
女主角帕卟是一個善良勇敢的女孩，劇情一開始就冒著性命危險，在商場救了一個小男孩，得到全場的掌聲，而其中一名目擊者－程林（男主角）亦在那時候被帕卟的善良和勇感深深吸引了，並用手機拍下了帕卟的大頭照作為留念。程林原來是在香港經營賭場的黑社會大老，在回到香港後，他馬上派手下調查帕卟的事。調查中得知帕卟的父親已經欠了一大筆賭債，於是設計讓他用自己女兒－帕卟作為賭債的抵押。
林派部下到泰國抓帕卟，帕卟在逃走過程中被一名陌生男子所救，陌生男子名為明，明不但收留了帕卟，還對她悉心照顧，二人更日久生情。然而，表明上說只是普通窮家公子的明，其實是一個富家公子，並且一直隱藏身份。
帕卟最後還是被抓到香港去，被逼留在林的身邊。而明為了救出帕卟，則追到香港，並認識了德詠。德詠是黑社會老大的女兒，一直喜歡程林，但程林一直只把她當作妹妹。帕卟在和程林的相處中，慢慢感受到林對自己的關心和真心，於是也漸漸地喜歡上林。可是，這時候，壞人開始要破壞林和帕卟之間的關係，在背後作了很多小動作及加害，幾經波折，二人最後還是在一起，並舉行婚禮。可是，卻在這關鍵時刻，在婚禮之上，林的仇家來作破壞，帕卟中槍入醫，程林亦受傷失憶，帕卟更慘被失去部分記憶的程林誤會。